# 欧洲电视网
欧洲电视网（Eurovision）是由歐洲廣播聯盟拥有和运营的电视电信网络。它于1954年在瑞士日内瓦成立，1954年6月6日開始轉播節目。Eurovision这个名字由英国记者乔治·坎佩（George Campey）發明。 Eurovision Sports是Eurovision网站上的一個欄目，Eurovision Sports會免费轉播体育赛事。 